# Pollagh (County Mayo)
Pollagh (irisch Pollach) ist eine kleine Ortschaft in der Grafschaft Mayo in der Republik Irland. Pollagh hat 148 Einwohner (2022).

## Lage
Pollagh liegt im Westen von Acaill, der größten irischen Insel. Die Ortschaft ist über die R319 nach Westen mit den Nachbarorten Dooagh (Dumha Acha) und Keel verbunden. 

## Achill-Henge

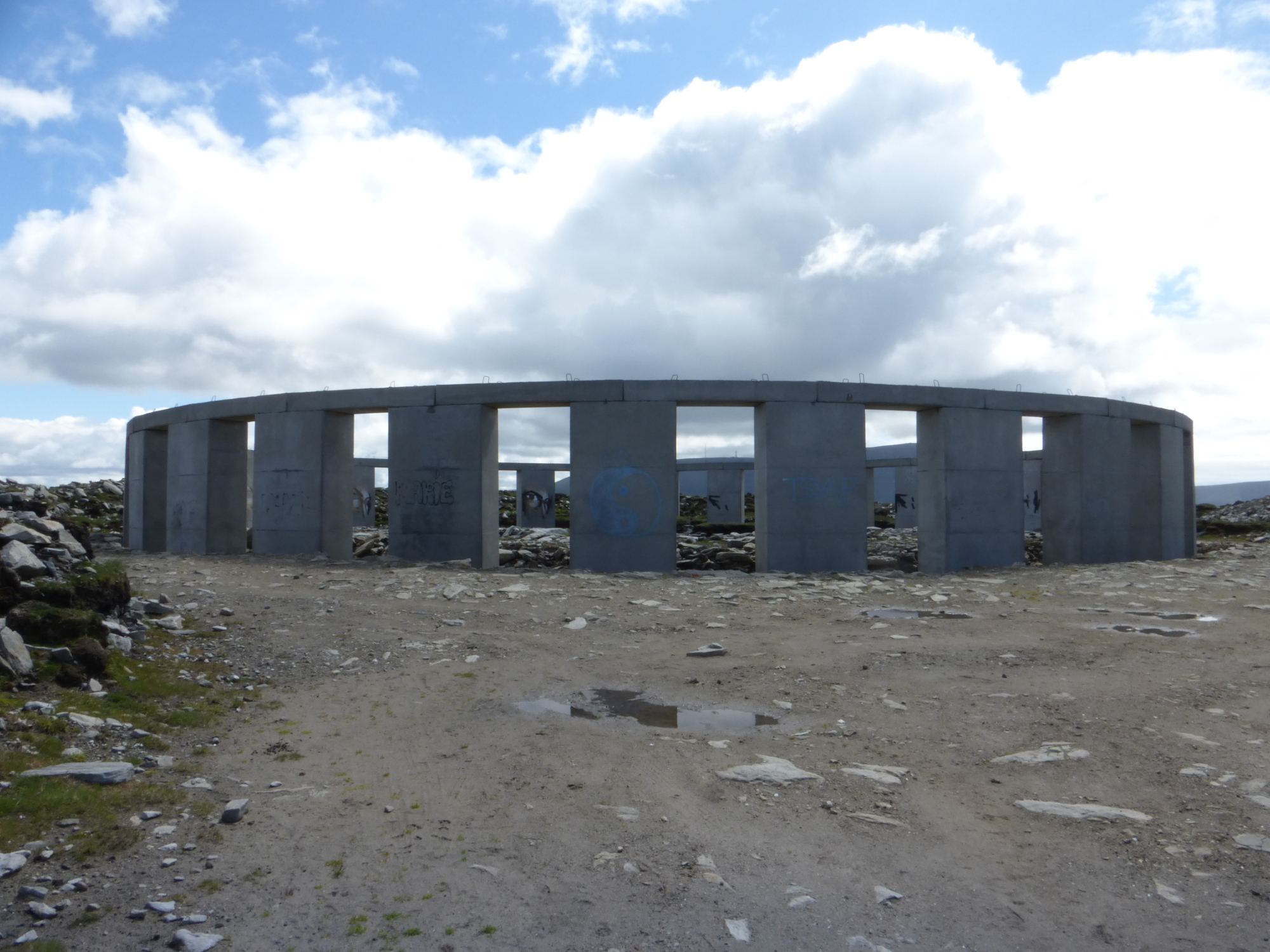
Achill-henge

2011 ließ der Immobilienunternehmer Joe McNamara einen Kreis aus vier Meter hohen Betonsäulen im Umfang von ca. 100 Metern ohne die erforderliche Genehmigung im Moorgebiet nördlich von Pollagh errichten. Der Mayo County Council erließ eine gerichtlich bestätigte Beseitigungsverfügung, der bislang nicht gefolgt wurde. Zudem wurde bekannt, dass damit möglicherweise ein archäologisches Denkmal beeinträchtigt wurden.

## Gewaltsame Proteste 2019
Als im Jahr 2019 Flüchtlinge in das Achill Head Hotel einquartiert wurden, kam es zu gewaltsamen Protesten, sodass die Irische Regierung bzw. das zuständige Justizministerium schließlich von der Flüchtlingsunterbringung auf Achill Island absah.

## Sehenswürdigkeiten
- St. Patrick’s Church